# Epic Records
Epic Records es una compañía discográfica estadounidense, perteneciente a Sony Music Entertainment. Esta casa discográfica es muy conocida por lanzar el disco más vendido de la historia, Thriller de Michael Jackson.

## Historia
Epic, fundada en 1953 por CBS, fue concebida originalmente como una compañía discográfica dedicada al Jazz y a la Música clásica. Por eso el logo negro, azul y amarillo brillante se hicieron familiares en numerosos lanzamientos de estos géneros musicales. Estos lanzamientos incluían intérpretes muy notables como el de Orquesta Filarmónica de Berlín, entre otros.
Diez años después Epic ganó su primer disco de oro y se desenvolvió como una marca productora de éxitos musicales dentro del género del Rock and Roll, Country y R&B. Entre algunos grupos se encontraban Bobby Vinton, The Dave Clark Five, The Hollies, Tammy Wynette, Donovan, The Yardbirds, Lulu, y Jeff Beck.
Durante los setenta, Epic estuvo detrás del éxito de bandas como Boston, REO Speedwagon, Sly And The Family Stone, Cheap Trick, The Clash, Johnny Nash, Heart, The Isley Brothers, Edgar Winter o Charlie Rich. En los años ochenta y noventa Epic contribuyó en álbumes multiplatino de Meat Loaf, The Jacksons, Michael Jackson, Ozzy Osbourne, Sade, Luther Vandross, Gloria Estefan, Pearl Jam, Korn, Incubus, Mudvayne, George Michael, Dead or Alive y Cyndi Lauper.
El sello Epic Street fue formado por artistas del Hip-hop.
El artista de Epic con mayor número de ventas a nivel mundial es Michael Jackson, que es el cantante con mayores ventas de la historia, con 820 millones de discos, seguido de la intérprete Céline Dion con alrededor de 200 millones de discos vendidos, hasta cambiar de discográfica en el 2007, seguida por Shakira, con 70 millones, que es la artista que más discos vende actualmente con Epic Records, y el artista masculino que más vende en la industria, actualmente, es Michael Jackson, que en 2009 fue el más vendido del mundo con 43 millones de discos mundialmente, en 2010 con 11 millones, y en 2011 con 6 millones).
En 2012 Shakira finaliza su contrato con Epic, firmando con la discográfica RCA Records Y Fifth Harmony. En 2012 la cantante Avril Lavigne firmó con Epic Records para su quinto álbum. En el 2014, Epic firmó a la artista emergente Meghan Trainor, y a la reconocida artista R&B Mariah Carey, también se unió el sello Mosley Music Group de Timbaland.
Azúcar Moreno, Rosario Flores o Tijeritas son algunos artistas españoles que el sello Epic apoyó a finales de los años 1980 y 1990.
En 2019, se firmó un contrato con el conocido grupo de K-pop Monsta X, y un contrato con la artista de Rock/R&B, Madison Beer.